# Rainbow City (Arizona)
Rainbow City – jednostka osadnicza w Stanach Zjednoczonych, w stanie Arizona, w hrabstwie Navajo.